# 용문중학교 (부산)
용문중학교(龍文中學校)는 대한민국 부산광역시 남구 용호동에 있는 공립 중학교이다.

## 학교 연혁
- 1984년 1월 7일 : 용호여자중학교 설립인가 (공립 30학급)
- 1984년 3월 5일 : 개교 및 신입생 10학급 675명 입학(교실 10, 관리실 3 신축)
- 1999년 3월 1일 : ‘용문(龍文)중학교’ 로 교명 변경(남녀공학)
- 2001년 9월 26일 : 기초학력 책임지도 자율시범학교 운영보고(부산시 교육청 지정)
- 2005년 7월 12일 : 본교 〈은행나무도서관〉 개관
- 2005년 11월 29일 : 사이버가정학습 연구학교 운영보고(부산광역시교육청 지정)
- 2005년 12월 17일 : 다목적 강당 〈비룡관〉 개관
- 2009년 1월 19일 : 이중창 공사 및 급식소(청은관) 완공
- 2009년 2월 1일 : 영어교과교실 완공
- 2010년 3월 1일 : 영재 연구학교 운영
- 2021년 9월 1일 : 제18대 이혜정 교장 취임
- 2023년 2월 8일 : 제37회 졸업식(졸업생 219명, 누계 15,252명)
- 2023년 3월 2일 : 제40회 입학식(신입생 214명)

## 참고 자료
- 용문중학교 - 한국교육학술정보원 학교알리미